# 戦没者墓地

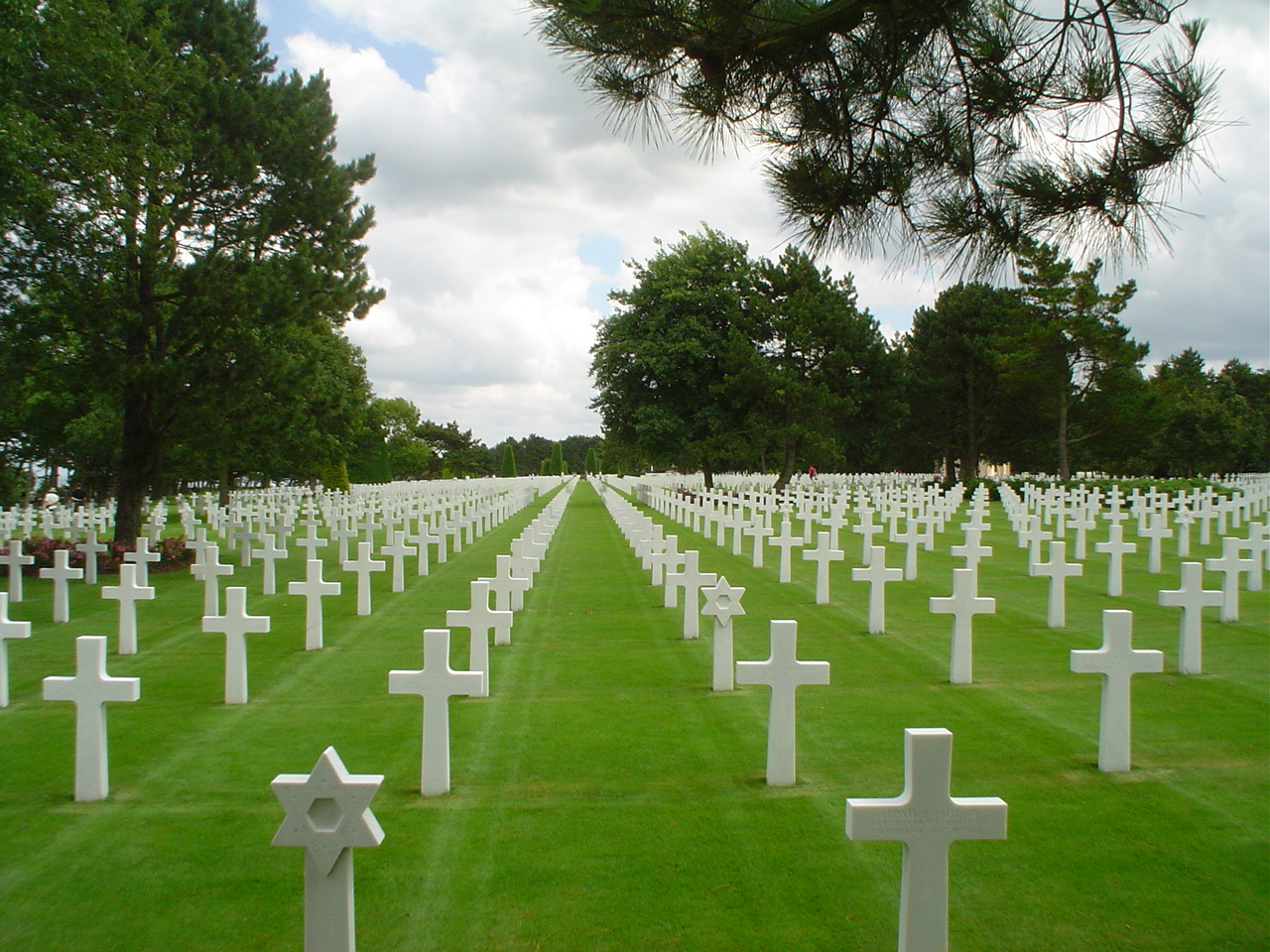
ノルマンディー米軍英霊墓地 （2003年）

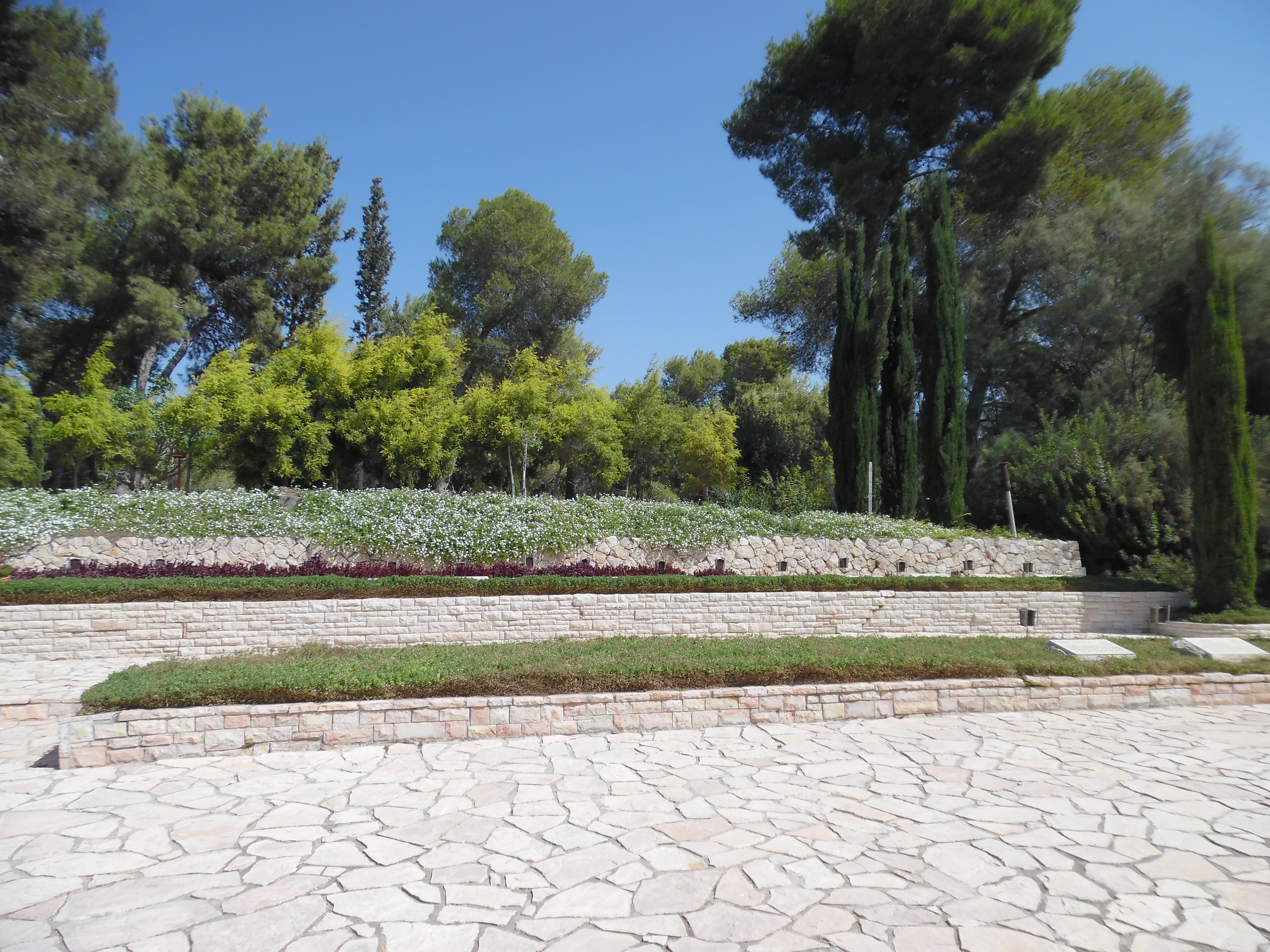
ヤド・モルデハイにある戦没者墓地（イスラエル）

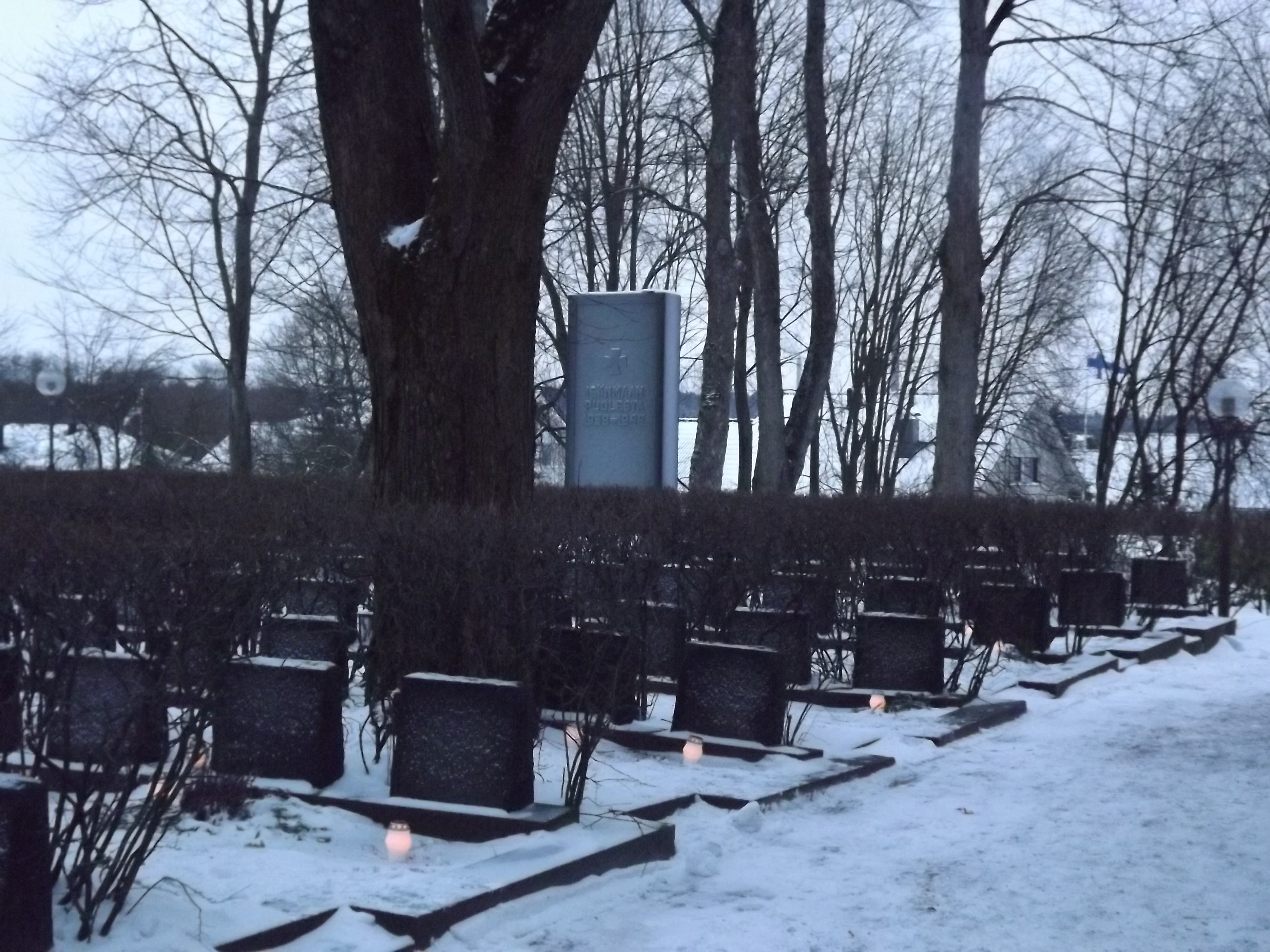
St. Mary's Churchにある戦没者墓地（フィンランド・トゥルク）

戦没者墓地（せんぼつしゃぼち）、戦争墓地（せんそうぼち）は、戦役または軍事作戦で亡くなった軍人または市民の墓地である。

## 定義
「戦没者墓地」という用語は、墓だけに適用されるものではない。しばしば、戦時中に沈没した船も、水中に撃墜された戦闘機もまた戦没者墓地と見なされる。特に、乗組員が車両内で亡くなった場合である。戦没者墓地の分類には、戦死した住民に限らず、現役の軍人も含まれる。例えば、クリミア戦争中、敵の行動による戦死よりも病死した軍人の方が多かった。
戦没者墓地と平常時の市民墓地との一般的な違いは、被葬者の均一さにある。戦没者墓地は、一般に、比較的短期間で亡くなり、地理的に狭い範囲で、関係する少数部隊の軍人からなる。2つの世界大戦に関して言えば、莫大な数の死傷者が生じれば、戦没者墓地が広大な範囲で場所を取る可能性があるということである。
例えば、イギリスのブルックウッド軍用墓地は、国内最大の戦没者墓地である。ここには第一次世界大戦の戦没軍人1,600人以上と第二次世界大戦の戦没軍人3,400人以上が埋葬されており、面積は15ヘクタール（37エーカー）である。
これとは対照的に、フィンランド政府が、第二次世界大戦以降、軍人の遺体を故郷の教区に帰還させているため、フィンランドの戦没者墓地は一般的に小さい。すなわち、事実上、フィンランドにある全ての教会の墓地が戦没者墓地になっている。

## 管轄

### オーストラリア
オーストラリアでは、オーストラリア戦争墓地事務所が、戦没者墓地、墓地区画、個人の墓、戦後の記念碑、戦功記念建造物を管理している。

### コモンウェルス
イギリス連邦（コモンウェルス・オブ・ネイションズ）では、コモンウェルス戦争墓地委員会が、153ヶ国にある23,000ヶ所を超える個々の埋葬地におけるコモンウェルス軍人の死者170万人を責任を持って追悼している。加盟国6ヶ国（イギリス、カナダ、オーストラリア、ニュージーランド、インド、南アフリカ共和国）から財政支援を受けて運営されている。

### イギリス
イギリスでは67隻の難破船と全ての水没戦闘機が1986年軍事遺産保護法の下で「保護地」とされている。この法律により開発と海洋サルベージが制限される。

### スペイン
スペインでは、戦没者墓地が法律60/1962で保護されている。

### アメリカ合衆国
アメリカ合衆国では、戦没者墓地がアメリカ合衆国国立墓地制度で管理されている。

### ドイツ
ドイツでは、州が戦没者墓地の管理責任を負っている。兵士に加えて、ナチス・ドイツと東ドイツの犠牲者もまた、「戦没者墓地」の定義に含まれる。海外では、ドイツ戦争墓地維持国民同盟（Volksbund deutscher Kriegsgräberfürsorge）は、ドイツの戦没者についてお世話している。戦没者墓地は、法的に保護され、永遠の安息権がある。主に市民墓地に統合され、ほとんど全ての墓地にある。

## 大衆文化において
ルパート・ブルックの1914年の詩である兵士"If I should die, think only this of me: / That there's some corner of a foreign field / That is for ever England"は、戦時中に海外で亡くなる可能性について、愛国心が込められた詩である。ブルック自身がガリポリの戦いの途上で亡くなり、エーゲ海にあるスキロス島の戦没者墓地に埋葬されている。
戦争墓地写真プロジェクト（2008年設立）は、コモンウェルス兵士に焦点を当てているが、1914年から現在までの全ての軍の墓地と記念建造物の名前と写真のアーカイブ作成を目的としている。

## ギャラリー

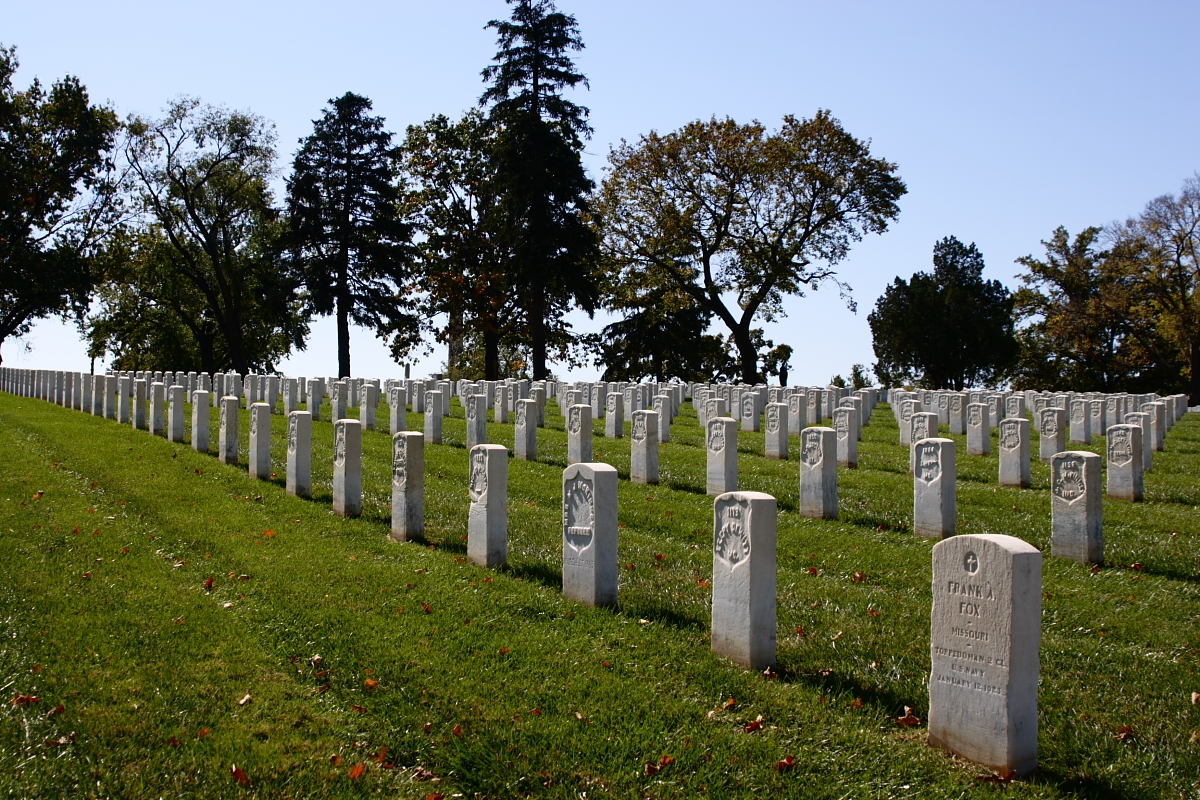
南北戦争の墓地：ジェファーソン・バラックス国立墓地（英語版）
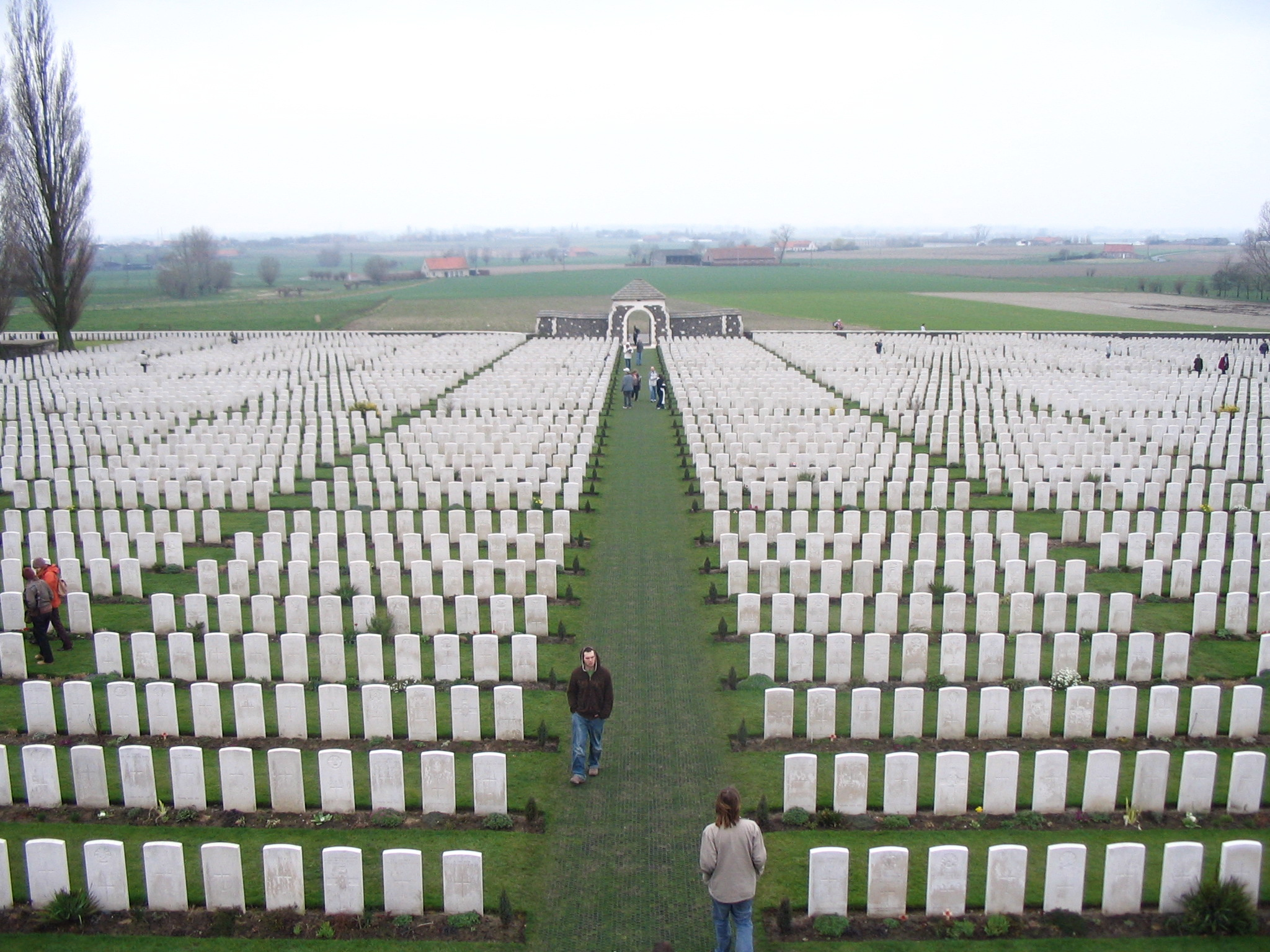
第一次世界大戦以降のコモンウェルス戦争墓地委員会の墓地：イープル突出部（英語版）にあるタイン・コット墓地（英語版）
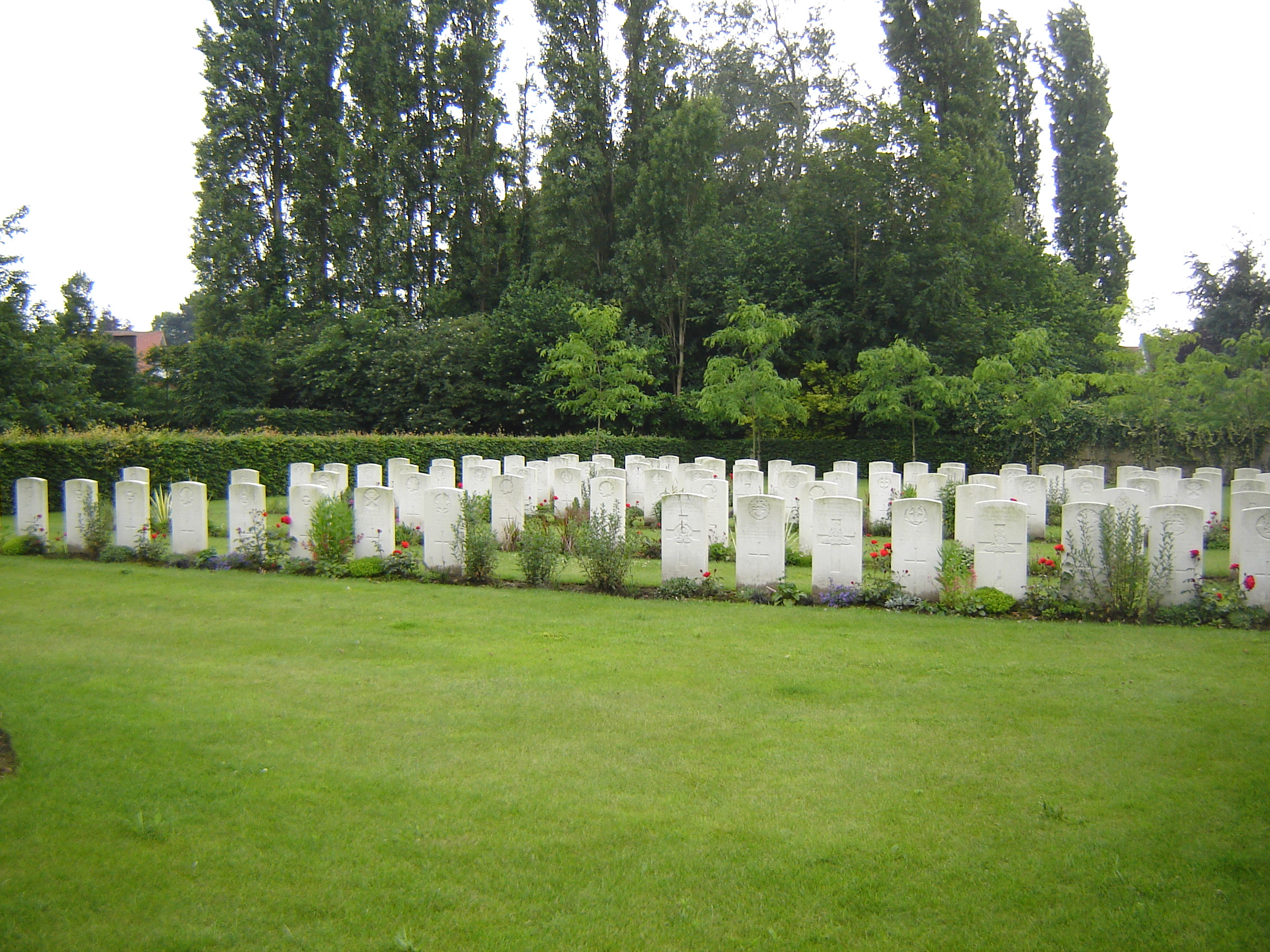
第一次世界大戦以降のモールセレ軍用墓地（オランダ語版） （ベルギー・モールセレ（オランダ語版））
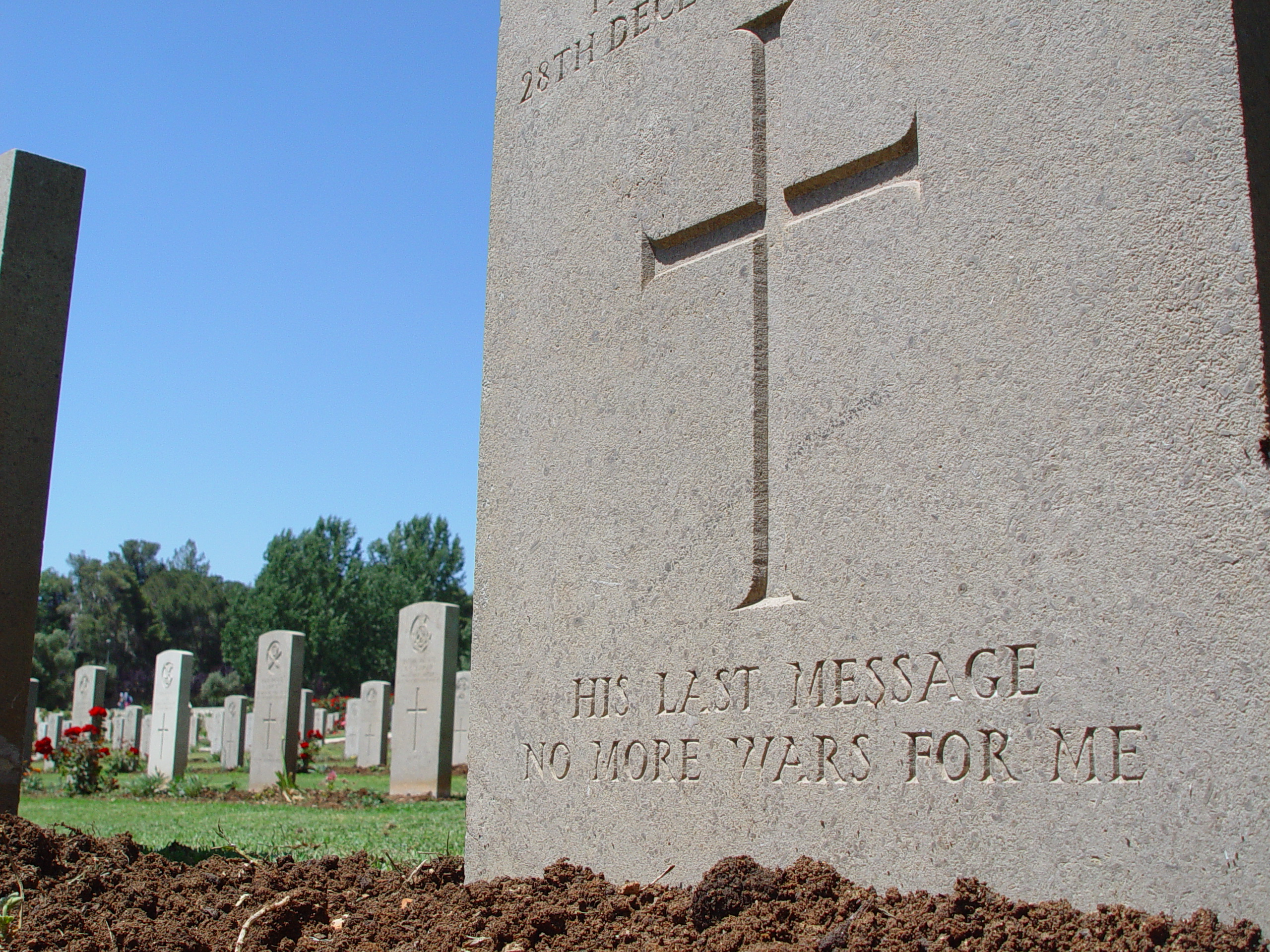
His last message: No more wars for me - エルサレムのスコーパス山にあるイギリス戦没者墓地（英語版）の墓石（第一次世界大戦）
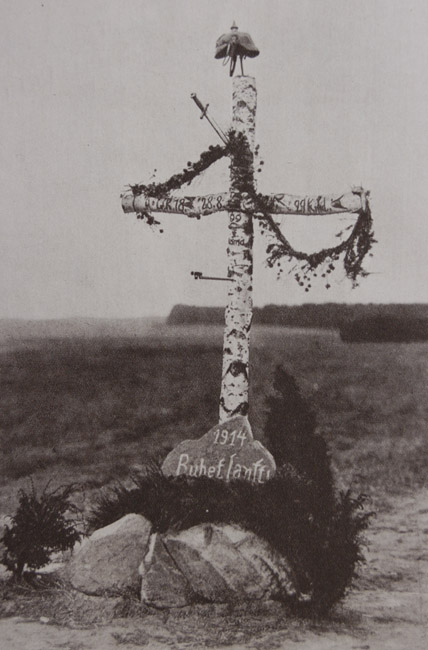
第一次世界大戦の東部戦線におけるドイツ人の戦没者墓地
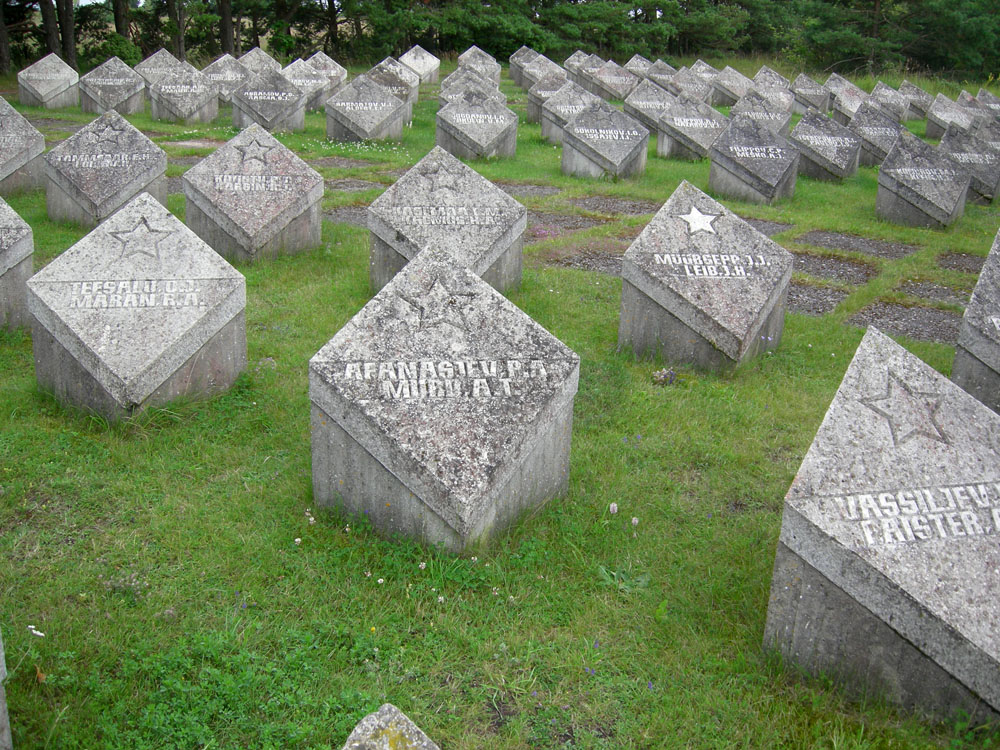
第二次世界大戦におけるソビエト連邦の戦没者墓地。（エストニア・サーレマー島・テフマルディ（英語版））
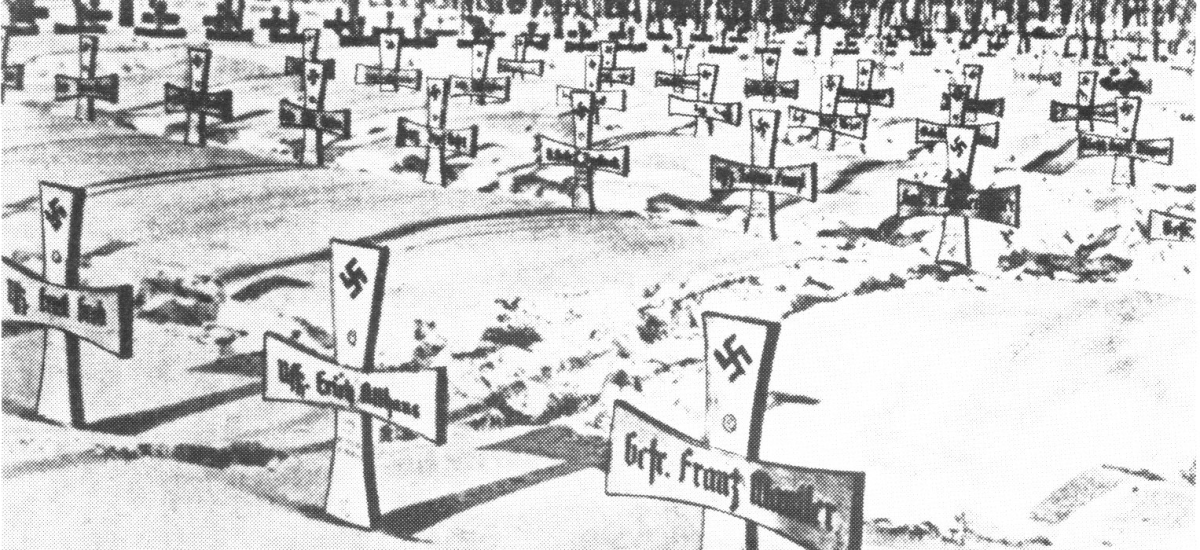
ソビエト連邦のドイツ人墓地（第二次世界大戦）
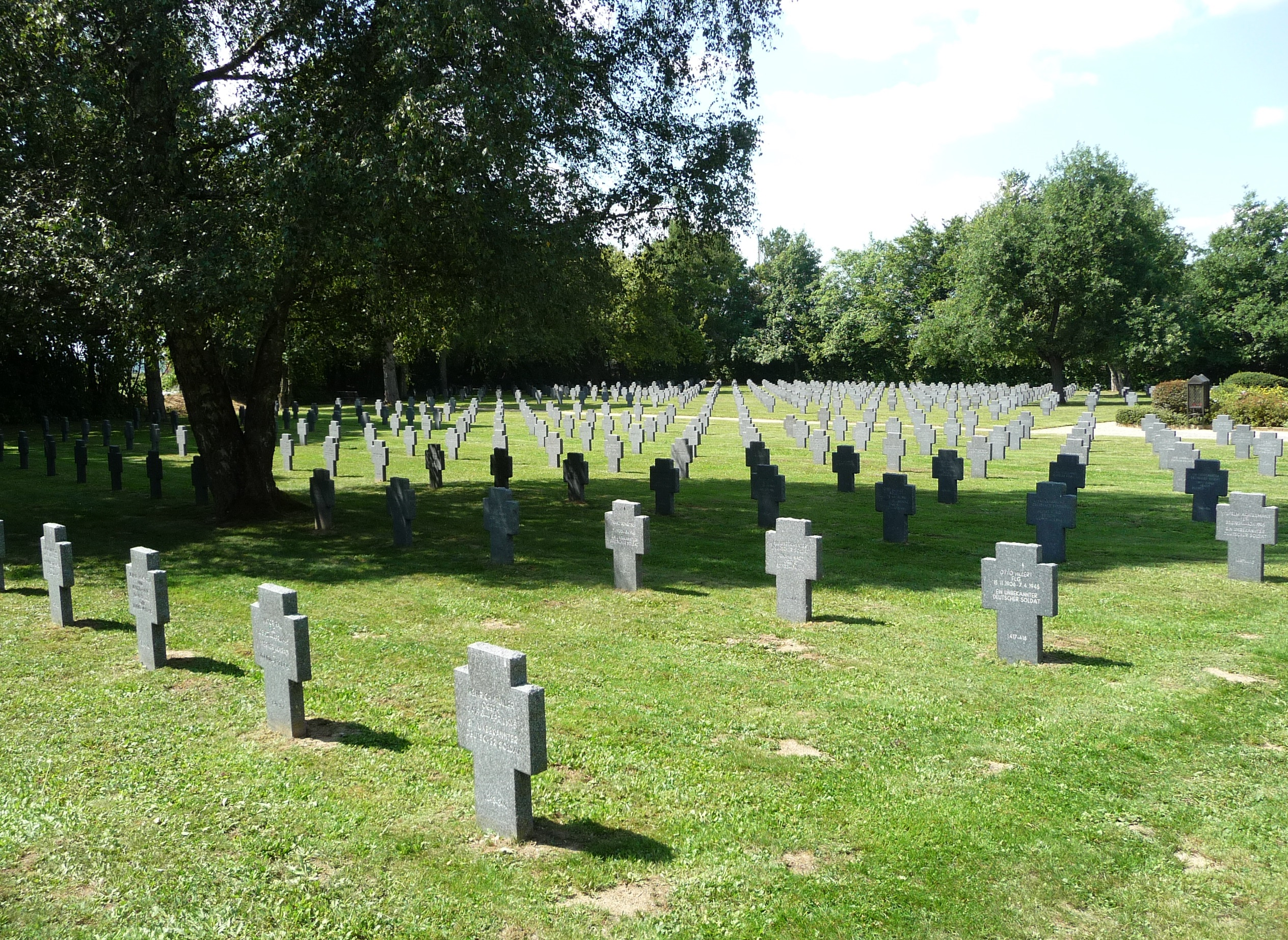
アレントシュタイク（英語版）戦没者墓地（オーストリア）
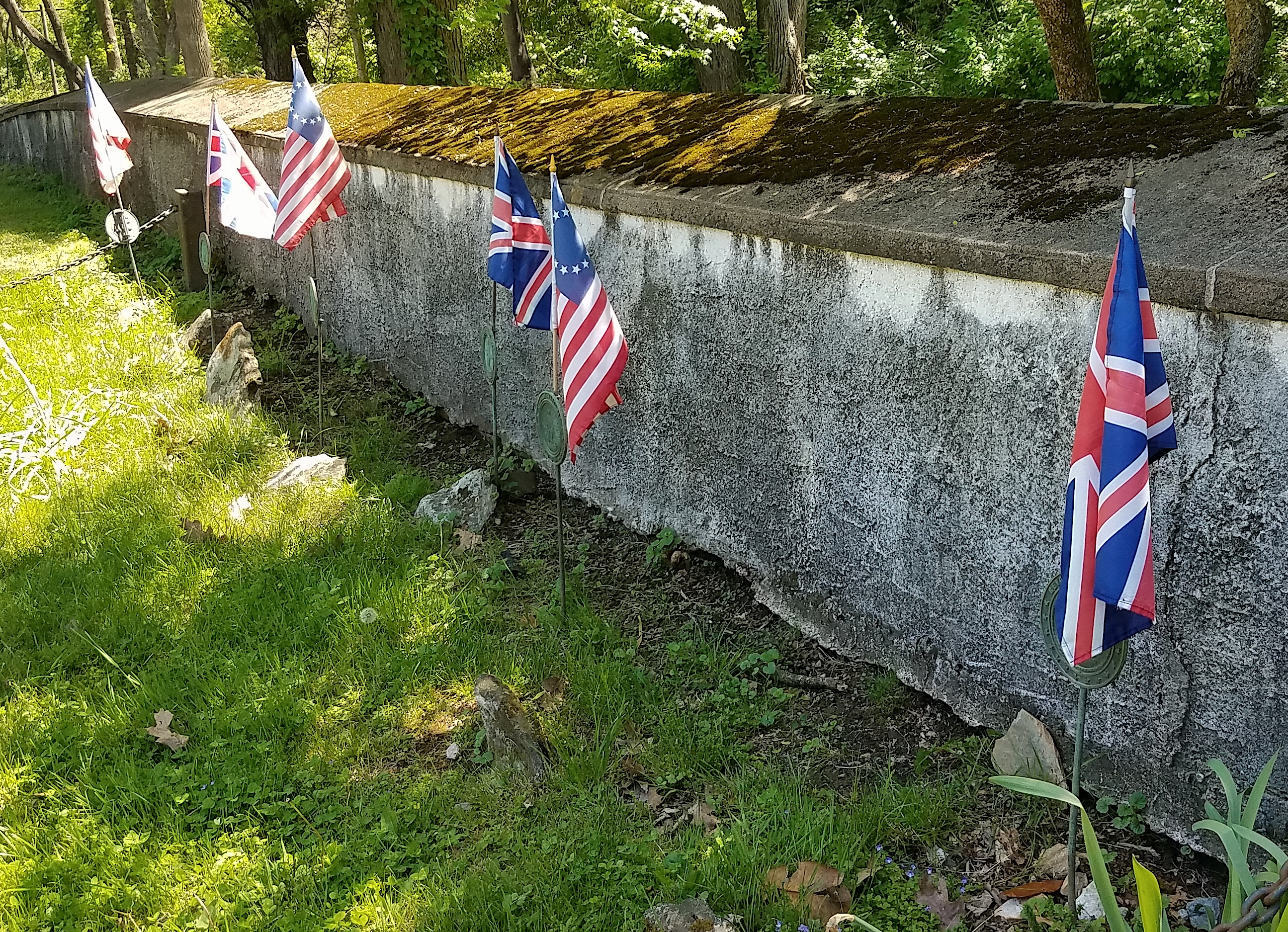
聖ペテロ教会（英語版）（ペンシルベニア州チェスター郡）の教会墓地にあるアメリカ革命で戦死したイギリス兵士とアメリカ兵士の共同の戦没者墓地